# Edgar Kihn
Edgar Kihn (* 4. Oktober 1885 in Großauheim (Stadtteil von Hanau); † 13. Januar 1957) war ein deutscher Jurist, Bezirksoberamtmann in Vilsbiburg und Präsident des Verwaltungsgerichts Ansbach.

## Leben
Edgar Kihn wurde als Sohn des Arztes Karl Kihn (1854–1934) und dessen Ehefrau Hermine Kronenberger geboren und wuchs mit seinem Bruder Karl Alfred (1887–1976, Regierungspräsident in Unterfranken) auf.
Nach dem Abitur studierte er Rechtswissenschaften an der Ludwig-Maximilians-Universität München (Mitglied der Studentenverbindung Corps Franconia München) und der Julius-Maximilians-Universität Würzburg und schloss das Studium mit Auszeichnung ab. Nach der ersten juristischen Staatsprüfung im Jahre 1908 schloss sich der dreijährige Vorbereitungsdienst (Referendariat) an. 1911 legte er das Große juristische Staatsexamen ab und erhielt eine Anstellung als Rechtspraktikant bei der Regierung von Unterfranken und wurde dem Bezirksamt Aschaffenburg zur Aushilfe zugewiesen. Am 1. Oktober 1912 zum Akzessisten ernannt, folgte im Dezember 1916 der Wechsel als Assessor zum Bezirksamt Teuschnitz. Kihn musste Kriegsdienst leisten und kam nach dem Kriege in das Staatsministerium für Landwirtschaft. Im Juni 1923 zum Regierungsrat und im Juni 1928 zum Oberregierungsrat befördert, erhielt er die Ernennung zum Bezirksamtsvorstand in Vilsbiburg zum Jahresbeginn 1930. Dieses Amt mit der Amtsbezeichnung Bezirksoberamtmann hatte er bis zu seinem Weggang zum 1. März 1938 zur Regierung in Ansbach inne. Zum 1. Mai 1943 erhielt er die Abordnung zur Preisbiildungsstelle beim Oberpräsidenten der Rheinprovinz. Kurz vor dem Ende des Krieges kehrte er als Oberregierungsrat nach Ansbach zurück und wurde zum 1. August 1945 seines Amtes enthoben. Im Entnazifizierungsverfahren wurde er durch die Spruchkammer Ansbach als entlastet eingestuft, so dass er wieder ein öffentliches Amt bekleiden konnte. Zum 7. April 1948 wurde er Verwaltungsgerichtsdirektor beim Verwaltungsgericht Ansbach und zum 1. März 1950 dessen Präsident. Zum 5. Mai 1952 wurde Kihn in den Ruhestand verabschiedet.
Zum 1. Mai 1935 war er in die NSDAP eingetreten (Mitgliedsnummer 3.627.331).